# Lacs de Batboucou
Les lacs de Batboucou sont deux lacs des Pyrénées françaises situés dans le département des Pyrénées-Atlantiques en région Nouvelle-Aquitaine.

## Géographie
Les lacs de Batboucou sont deux petits lacs naturels allongés du département des Pyrénées-Atlantiques se faisant suite, l'un à 2 099 m et l'autre à 2 093 m. Le ru qui en découle se jette dans le lac d'Artouste.
Situés dans l'enceinte du parc national des Pyrénées, ils sont dominés par la crête de Batboucou et celle de la Lie.

## Accès
Les lacs de Batboucou sont situés sur un chemin de randonnée non balisé qui relie le lac d'Artouste au refuge de Larribet en passant par le col de la Lie. Leur accès depuis Artouste est assez aisé (une centaine de mètres de dénivelé positif) pour peu qu'on trouve le sentier. En revanche, la descente vers ces lacs depuis le col de la Lie est très ardue car la pente est très raide, essentiellement constituée d'éboulis, et partiellement enneigée, même en été.